# کاظم آیواز
کاظم آیواز (ترکی استانبولی: Kazım Ayvaz; ۱۰ مارس ۱۹۳۸ – ۱۸ ژانویهٔ ۲۰۲۰) کشتی‌گیر فرنگی اهل ترکیه بود.
وی در مسابقات کشوری و بین‌المللی در مجموع برندهٔ ۴ مدال طلا، ۲ مدال نقره، ۱ مدال برنز شده‌است.